# Odobolu
Odogbolu é uma Área de governo local no estado de Ogun, Nigéria. Sua sede fica na cidade de Odogbolu no noroeste da área.
Possui uma área de 541 km² e uma população de 125,657 no censo de 2006.
O código postal da área é 120.
Oladipo Diya, o Vice-presidente da Nigéria de fato durante a junta militar Sani Abacha em 1994, nasceu em Odogbolu.